# المدينة (الصومعة)

تعديل مصدري - تعديل

المدينة هي إحدى قرى عزلة عوين بمديرية الصومعة التابعة لمحافظة البيضاء، بلغ تعداد سكانها 443 نسمة حسب تعداد اليمن لعام 2004.